# USS Glenard P. Lipscomb (SSN-685)
USS Glenard P. Lipscomb (SSN-685) — многоцелевая атомная подводная лодка ВМФ США, единственный корабль этого типа.
Названа в честь конгрессмена от штата Калифорния Гленарда Липскома (1915—1970), умершего в 1970 году от рака кишечника.

## Конструкция
«Гленард Липском» был второй лодкой после USS Tullibee (SSN-597), использовавшей турбоэлектрическую двигательную установку. Лодка была построена для оценки перспективности этого типа двигателя с точки зрения малошумности, однако она имела большее водоизмещение, чем лодки с традиционной двигательной установкой и, соответственно, меньшую скорость. В результате испытаний было решено не применять аналогичную конструкцию на лодках типа «Лос-Анджелес».
За исключением энергетической установки, лодка была сходна с лодками типа «Стёджен».

## Постройка
Постройка лодки началась 5 июня 1971 года на верфи компании Electric Boat Company в Гротоне (шт. Коннектикут). 4 августа 1973 года лодка была спущена на воду, и 21 декабря 1974 года вступила в строй под командованием капитана 2 ранга Джеймса Колдуэлла (Cmdr. James F. Caldwell).

## Дальнейшая судьба
11 июля 1990 года лодка была выведена из состава флота и расформирована, а 1 декабря 1997 года разобрана на верфи Пьюджет-Саунд в соответствии с программой утилизации кораблей с ядерными установками.